# کوماسو

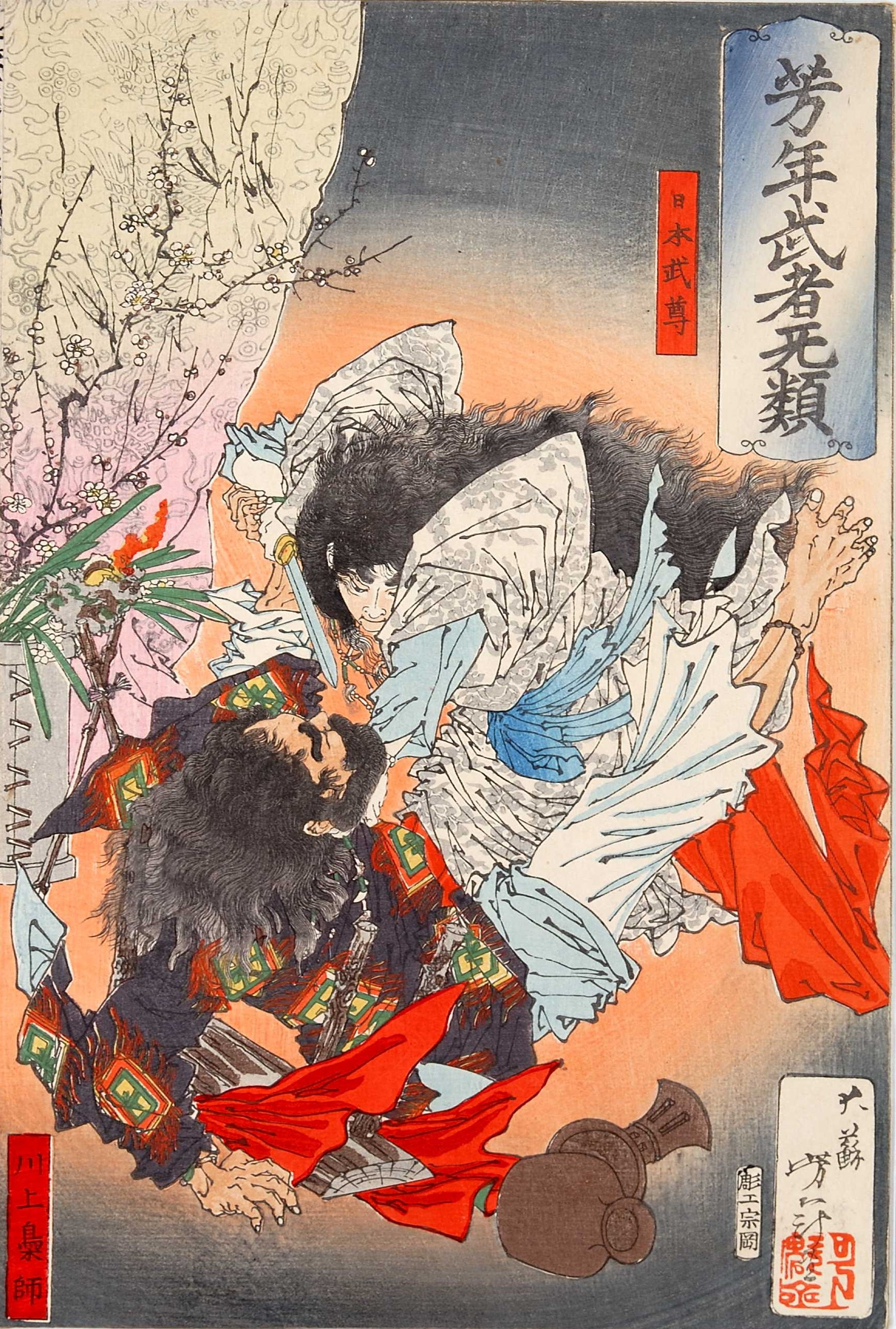
شاهزاده یاماتو تاکه‌رو در حال حمله به کاواکامی تاکورو (توسط تسوکی‌اوکا یوشی‌توشی

کوماسو (به ژاپنی: 熊襲 Kumaso)، مردمی افسانه‌ای از ژاپن باستان بودند که در کوجیکی ذکر شده بود، که گمان می‌رود حداقل تا دوره نارا در جنوب کیوشو زندگی می‌کردند. . آخرین رهبر کوماسو، توریشی-کایا توسط یاماتو تاکه‌رو در سال ۳۹۷ کشته شد. نام استان کوماموتو از مردم کوماسو گرفته شده است.